# Vera Rubin
Vera Florence Cooper Rubin (/ˈruːbɪn/ ; Philadelphia, 1928. július 23. – Princeton, 2016. december 25.) amerikai csillagász, aki úttörő szerepet játszott a galaxisok forgási sebességével kapcsolatos munkában. A galaxisok forgási görbéivel  kapcsolatos munkája szolgáltatta az első széles körben elfogadott bizonyítékot a sötét anyag létezésére.
Munkásságáért élete során számos kitüntetést kapott, egyebek mellett Bruce-érmet, a Királyi Csillagászati Társaság aranyérmét és a Nemzeti Tudományos Érmet. A The New York Times úgy írja le örökségét, mint ami  "kopernikuszi léptékű változást vezetett be" a kozmológiában. Lisa Randall elméleti fizikus és mások is úgy nyilatkoztak, hogy Rubint talán azért nem ismerték el Nobel-díjjal, mert nőként vállalt szerepet a tudományban.
Annak szentelte életét, hogy képviselje a tudományban dolgozó nők érdekeit, és feltörekvő női csillagászokat mentorált. Róla kapta a nevét 2025-ben munkába állt chilei Vera C. Rubin Obszervatórium. A csillagászatban részben róla nevezték el a Rubin–Ford-effektust is. Négy gyermeke mind a természettudományos pályát választotta.

## Gyermekkora és tanulmányai
Vera Cooper 1928. július 23-án született a pennsylvaniai Philadelphiában. Egy kelet-európai gyökerekkel rendelkező zsidó család sarja, két lánytestvér közül a fiatalabb. Vera emlékei szerint édesapja, Pesach Kobchefski a lettországi Vilnában (ma Vilnius, Litvánia, akkoriban az Orosz Birodalom része) született, és hétéves korában édesanyjával és három testvérével Gloversville-be (New York állam) emigrált, ahol újra találkozott édesapjával, aki egy-két évvel korábban vándorolt ki. Pesach hamarosan angolosította a nevét Pete Cooperre, villamosmérnöknek tanult, és a Bell Telephone-nál helyezkedett el. Feleségül vette Rose Applebaumot, egy második generációs amerikai nőt, akinek az édesanyja Besszarábiából (a mai Moldova és Ukrajna területén) emigrált Philadelphiába. A Bellnél ismerkedtek meg, ahol Rose a házasságkötésükig dolgozott.
1938-ban a család Washingtonba költözött, ahol a tízéves Vera már igen korán érdeklődést mutatott a csillagászat iránt. „Már akkor is jobban érdekelt a kérdés, mint a válasz” – emlékezett vissza. „Már fiatalon eldöntöttem, hogy egy nagyon különös világban élünk.” Édesapjával kartonból egy kezdetleges távcsövet építettek.A Coolidge Senior High Schoolban tette le az érettségit 1944-ben.
A középiskolai természettudomány-tanára azt javasolta neki, hogy kerülje el a tudományos pályát, és inkább legyen művész, de a fiatal, feltörekvő csillagász ehelyett a Vassar College-ban folytatta alapképzését. A Vassar, amely akkoriban egy kizárólag nőknek fenntartott iskola volt, híres volt a 19. századi úttörő csillagásszal, Maria Mitchell-lel való kapcsolatáról, aki az 1847 VI-os üstökös (modern jelölése C/1847 T1) felfedezője volt, és a Vassarban tanított az iskola obszervatóriumának 1865-ös alapítása óta.
Saját bevallása szerint a Vassar lehetővé tette számára, hogy „magabiztosságot szerezzek abban, hogy bármit meg tudok tanulni, amit tudni akarok". A Vassar College-ben Rubin tagja volt a Phi Beta Kappa társaságnak. 1948-ban szerzett csillagászati alapdiplomát. Annak ellenére, hogy a Vassar híres volt a csillagászatban elért eredményeiről, Rubin volt az egyetlen csillagászati diplomás abban az évben.

### Posztgraduális tanulmányok
Rubin a Princetoni Egyetem csillagászati képzésére jelentkezett, de a neme miatt nem elutasították (a Princeton 1975-ig fenntartotta a nőkkel szembeni nemi diszkrimináció politikáját a csillagászati tanszékén). Felvették a Harvard posztgraduális programjába, de visszavonta a jelentkezését, mert leendő férje a Cornell Egyetemen volt végzős fizikus hallgató.
A Cornell Egyetemen a csillagászati tanszék elhanyagolhatóan kicsi volt, de kiváló fizikus szakkal büszkélkedhetett, Rubin itt végezte el a diplomájához szükséges kurzusok többségét. Ebben az időben Philip Morrison fizikussal, valamint a későbbi Nobel-díjasokkal, Hans Bethe-vel és Richard Feynmannal is együtt dolgozott. Richard Feynman Rubin szakdolgozati bizottságának tagja volt.
A Cornell Egyetemen Martha Carpenter csillagásszal együtt galaktikus dinamikával és a galaxisok mozgásával foglalkozott. Ennek kapcsán Vera Rubin végezte az egyik első megfigyelést a Hubble-áramlástól való eltérésekről. Bár következtetéseit – miszerint a galaxisok egy adott pólus körül keringenek – később megcáfolták, a galaxisok mozgásának elképzelése igaznak bizonyult, és további kutatásokat inspirált. Rubin kutatásai emellett korai bizonyítékokat szolgáltattak a szupergalaktikus sík létezésére. Munkáját 22 évesen, 1950 decemberében az Amerikai Csillagászati Társaság éves gyűlésén is bemutatta. Első gyermeke újszülött volt még, de ő átkelt a havas New York állam északi részén, bement a találkozóra, megtartotta tízperces előadását a galaxisok forgásáról, majd távozott. Diplomáját 1951-ben szerezte meg a Cornellen.

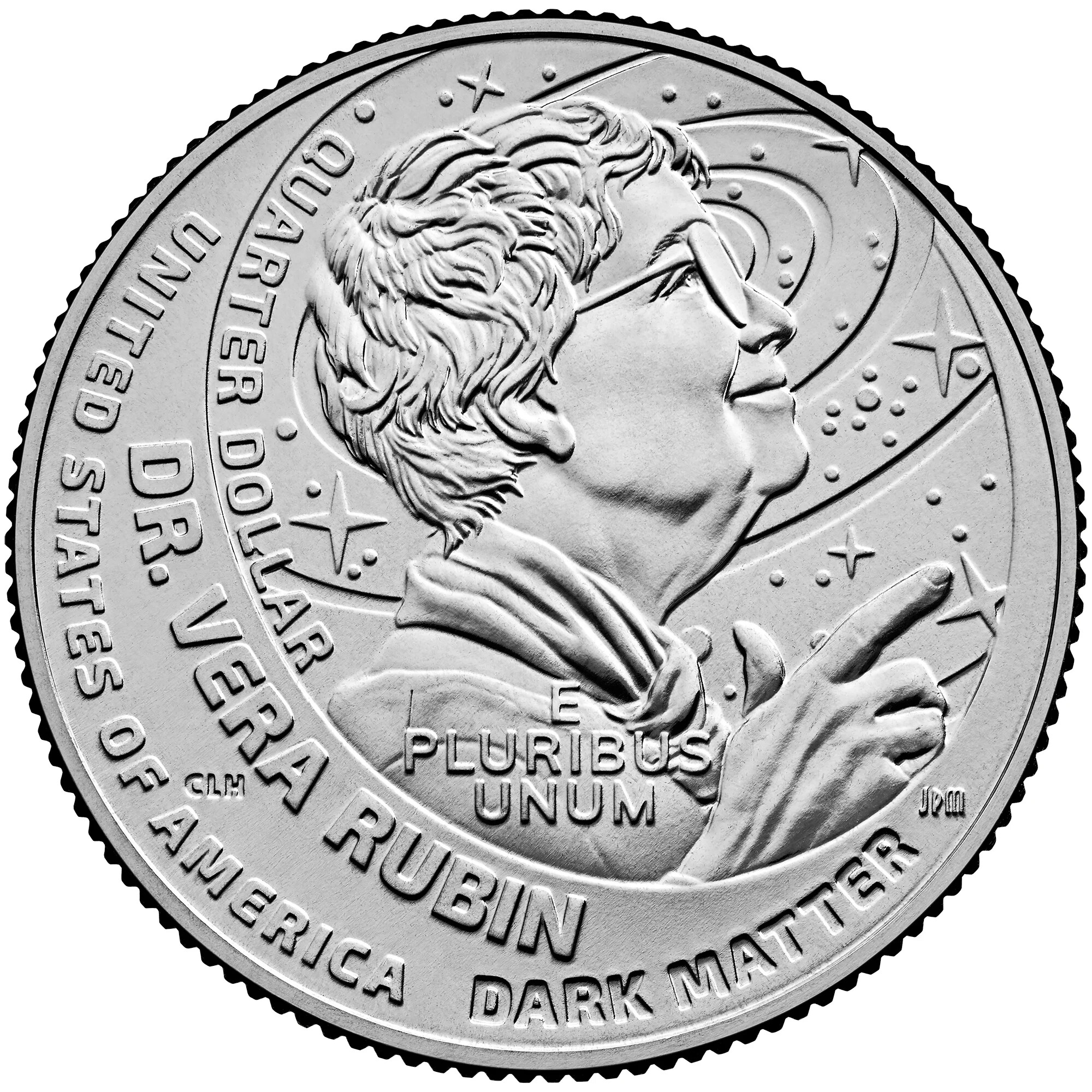
Vera Rubin szerepel az American Women negyeddolláros 2025-ös sorozatának egyik érméjén

1965-ben csatlakozott a washingtoni Carnegie Intézethez (később Carnegie Tudományos Intézet) a Földi mágnesesség) tanszék munkatársaként.  Ebben az időszakban első női csillagászként pályázott a Palomar Obszervatóriumba észlelőnek. 2014-ben ment nyugdíjba a Carnegie Intézettől.

## Kutatás
A Carnegie Intézetben Rubin Kent Forddal közösen kezdett a galaxishalmazokkal kapcsolatos elméletén dolgozni, amelynek keretében Ford képcsöves spektrográfjával többszáz megfigyelést végzett. Ez a képerősítő lehetővé tette a korábban túl halvány csillagászati objektumok fényének felbontását a spektrális elemzéshez. Egy évtizednyi megfigyelés eredményeként közösen fedezték fel a Rubin-Ford-effektust, amelynek publikációja 1976-ban jelent meg.

### A Rubin–Ford-effektus
Az 1970-es években figyelte meg munkatársával, hogy több közeli, Sc típusú spirálgalaxis nem vesz részt a Hubble-áramlásban, ehelyett a Pegazus csillagképben lévő egyik pont felé áramlanak nagy sebességgel. Az eltérésre az Androméda-galaxis tanulmányozása során lettek figyelmesek, amelyet azért választottak ki, mert fényes és közel van a Földhöz. Az elismert csillagászok akkoriban nem értettek egyet a következtetéssel, de végül helytállónak bizonyult.

### A galaxisok mozgása
Rubin és Kent a kvazárokat is tanulmányozta, amelyeket az 1960-as évek elején fedeztek fel, így népszerű kutatási témának számítottak. Ezzel a területtel csak rövid ideig foglalkoztak. Mivel nem akart olyan vitatott témákkal foglalkozni, mint a kvazárok és a galaxisok mozgása, Rubin a galaxisok forgására és kiterjedésére kezdett összpontosítani.

#### Forgási görbék
A spirálgalaxisok forgásgörbéit vizsgálta, ismét az Andromédával kezdve: megnézte, hogy mi alkotja a galaxisok legkülső anyagát. Megfigyelte, hogy a forgásgörbéjük lapos, tehát a galaxisok legkülső komponensei ugyanolyan gyorsan mozognak, mint a középponthoz közeliek. Feltárta továbbá, hogy a galaxisok látható fény alapján jósolt és megfigyelt forgómozgása között eltérés van. Kimutatta, hogy a spirálgalaxisok elég gyorsan forognak ahhoz, hogy ha a bennük lévő csillagok gravitációja nem tartaná össze őket, akkor szét kellene repülniük. Mivel épek maradnak, lennie kell bennük nagy mennyiségű láthatatlan tömegnek, ami összetartja őket. Ez a rejtély a galaxisok forgási problémájaként vált ismertté.
Rubin eredményeit bizonyítékkal szolgáltak arra, hogy a spirálgalaxisokat sötétanyag-halók veszik körül. Rubin számításai azt mutatták, hogy a galaxisoknak legalább ötször vagy akár tízszer nagyobb tömeggel kell rendelkezniük, mint amennyit a közönséges anyag által kibocsátott fény alapján közvetlenül meg lehet figyelni. Rubin eredményeit a következő évtizedekben megerősítették, és ezek támasztották alá első alkalommal a sötét anyag elméletét, amelyet eredetileg Fritz Zwicky vetett fel az 1930-as években. Az adatokat a rádiócsillagászok, a kozmikus mikrohullámú háttérsugárzás felfedezése és a gravitációs lencsehatásról készült felvételek is megerősítették. Rubin azonban nem zárta ki a sötét anyag alternatív modelljeit, amelyeket szintén a mérései ihlettek.

#### Ellenforgás
Rubin másik érdeklődési területe a galaxisok ellentétes irányú forgásának jelensége volt. Felfedezte, hogy a galaxisok gázanyagának és csillagainak egy része a galaxis többi részének forgásával ellentétes irányban mozog, és ezzel megkérdőjelezte azt az uralkodó elméletet, miszerint egy galaxisban az összes anyag ugyanabban az irányban forog. Ez volt az első bizonyíték arra, hogy a galaxisok egyesülhetnek, valamint arra a folyamatra, amelynek során a galaxisok eredetileg kialakultak.

## Aktivistaként a csillagászatban dolgozó nőkért

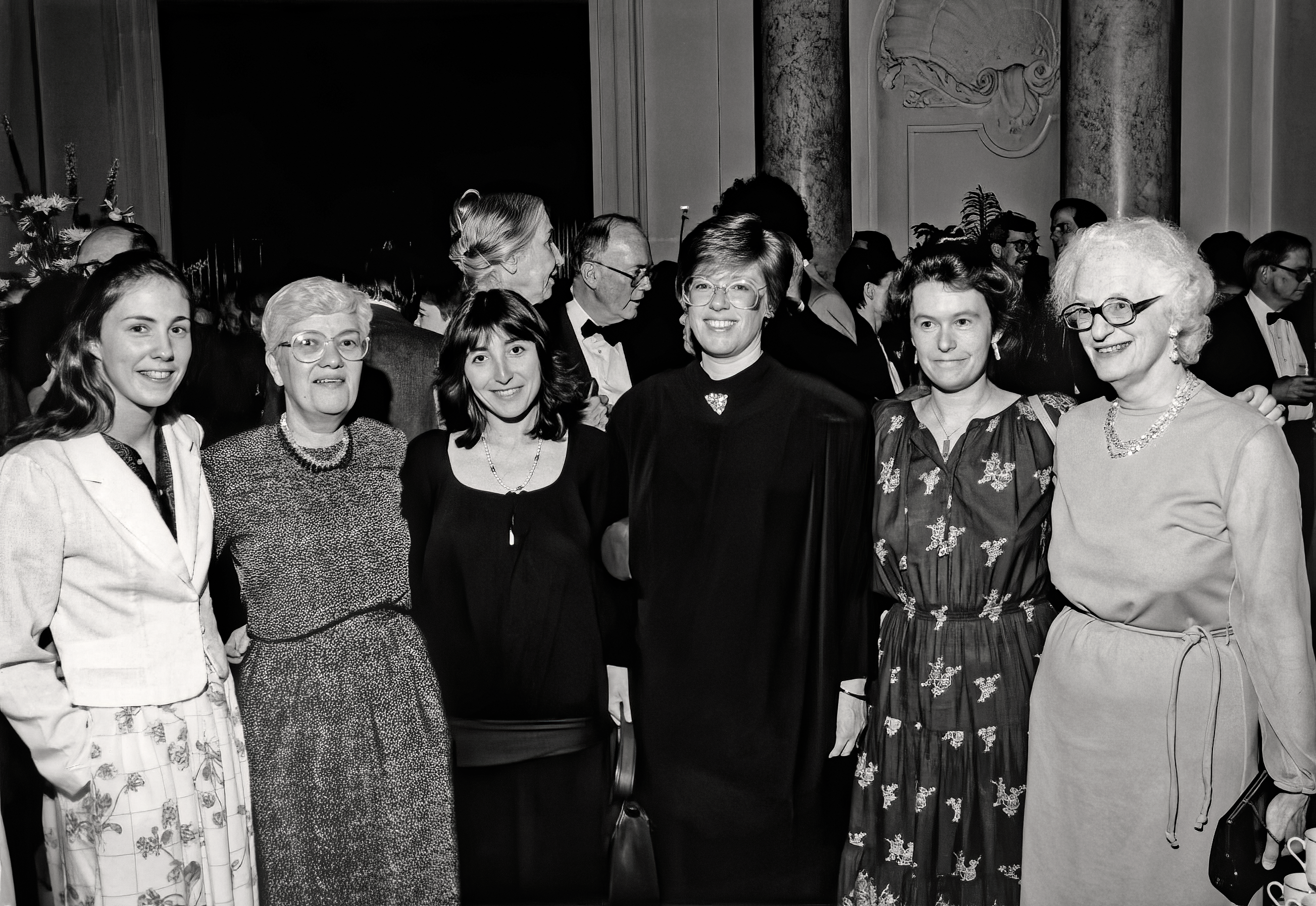
Híres csillagászok: Vera Rubin (balról a második), Wendy Freedman (3.), Sandra Faber (4.) és Nancy Roman (6.). 1988

A Carnegie Intézetben végzett munkája során Rubin 1965-ben jelentkezett a Palomar Obszervatóriumba észlelőnek, annak ellenére, hogy az épületben nem voltak nők számára kialakított létesítmények. A jelentkezését vonakodva bár, de elfogadták azzal a megjegyzéssel, „korlátozott az ideje az obszervatóriumban, mert nincs női mosdónk”. Ez gyakori kifogás volt akkoriban, hogy elkerüljék a nők hozzáférését ezekhez a kutatóhelyekhez. (Margaret Burbridge hasonló diszkriminációval szembesült a Carnegie-ben egy évtizeddel korábban. Ő a férje, Geoffrey nevében jutott hozzá a Mount Wilson Obszervatórium teleszkópjához.) Eric Isaacs, a Carnegie elnöke szerint Rubin „egyszerűen megoldotta a problémát azzal, hogy kivágott egy kis papírszoknyát, és ráragasztotta a férfimosdó ajtaján lévő pálcikaember képére, megfordult, és így szólt: »most már van női mosdó«, aztán nekilátott a munkának.”
Posztgraduális tanulmányai során is elkeserítő szexizmussal találkozott. Egy esetben nem találkozhatott a témavezetőjével az irodájában, mivel nők nem tartózkodhattak a katolikus Georgetown Egyetem azon területén. Saját, a férfiak uralta csillagászatban való elfogadásért vívott küzdelmei arra ösztönözték, hogy támogassa az egyetem iránt érdeklődő lányokat, hogy kövessék álmaikat. Sandra Faber és Neta Bahcall azon csillagászok egyikeként jellemezték, akik utat nyitottak más nők számára a területen, és „iránytűként” azok számára, akik családot és karriert szerettek volna a csillagászatban. Rebecca Oppenheimer szintén felidézte, hogy Rubin mentorálása fontos volt korai karrierje során.
Rubint 1981-ben megválasztották a Nemzeti Tudományos Akadémia (NAS) tagjává, így ő lett a második női csillagász az akadémiában (kollégája, Margaret Burbidge után). Együtt azt szorgalmazták, hogy több nőt válasszanak be a NAS-ba, valamint a bírálóbizottságokba. Saját elmondása szerint annak ellenére, hogy megválasztották a NAS-ba, továbbra is elégedetlen volt az évente megválasztott nők alacsony számával, és hozzátette, hogy ez „élete legszomorúbb része”.
Élete során többször is lesújtó megjegyzésekkel szembesült a pályaválasztása miatt, de ő kitartott, mert a családja és a kollégái támogatták. Amellett, hogy bátorította a nőket a csillagászatban, a tudományban dolgozó nők nagyobb elismeréséért és a tudományos műveltség fejlesztéséért is küzdött.

## Magánélete

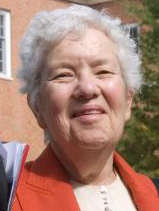
Vera Rubin 2009-ben

1948-ban ment férjhez Robert Joshua Rubinhoz, a Cornell Egyetem doktorandusz hallgatójához. Ő maga ekkor nemrég végzett a Vassar Egyetemen. Amikor doktori tanulmányait megkezdte, 23 éves volt és várandós a második gyermekével.
1963-ra a dolgozó és négygyermekes Rubint a Vassar 1948-as évfolyamának egyetlen tagjaként írták le, aki „közel betöltötte azt az utópikus célt, hogy teljes munkaidős szakember legyen a szakterületén anélkül, hogy gyermekeit más kezébe adta volna”. Rubin ezt a jellemzést annak tulajdonította, hogy a Georgetown Egyetemen egyedi elbírálás szerint egyfajta részmunkaidős teljes állást töltött be. Mivel kisgyermekei voltak, munkájának nagy részét otthonról végezte.
A házaspár mind a négy gyermeke természettudományokból vagy matematikából szerzett PhD fokozatot: David (1950–) geológus az Egyesült Államok Földtani Főszolgálatánál; Judith Young (1952–2014) csillagász volt a Massachusettsi Egyetemen; Karl (1956–) matematikus az Irvine-i Kaliforniai Egyetemen; Allan (1960–) pedig geológus a Princetoni Egyetemen. Rubin gyermekei később úgy emlékeztek, hogy édesanyjuk kívánatosnak és szórakoztatónak tüntette fel a tudományos életet, ami arra inspirálta őket, hogy maguk is tudósokká váljanak.
Rubin zsidó volt, és elmondása szerint nem látott ellentmondást a tudomány és a vallás között. Egy interjúban Így nyilatkozott: „Az életemben a tudományom és a vallásom elkülönül. Zsidó vagyok, így a vallás számomra egyfajta erkölcsi kódex és egyfajta történelem. Igyekszem erkölcsös módon végezni a tudományomat, és hiszem, hogy a tudományra úgy kellene tekinteni, mint valami olyasmire, ami segít megérteni a szerepünket a világegyetemben.”
Rubin nővére, Ruth Cooper Burg ügyvéd volt. Később közigazgatási jogi bíróként dolgozott az Egyesült Államok Védelmi Minisztériumában.
Vera Rubin még a 2000-es évek elején is aktívan részt vett a tudományos munkában, és 2013-ban is megjelentek még cikkek, amelyekben közreműködött.  2008-ban meghalt a férje, akivel körülbelül 60 évig voltak házasok.
Rubin 2016. december 25-én éjjel, 88 éves korában hunyt el, természetes okokból. Akkor már demenciában szenvedett, és egy idősek otthonában élt. Rubinra a Carnegie Intézetben kollégái „nemzeti kincsként” emlékeztek.

## Öröksége

### A Nobel-bizottság elutasító magatartása
Rubinról „széles körben úgy tartják, hogy semmibe vették a Nobel-díjjal kapcsolatban”. A halálát követő évtizedben jelentős nézeteltérés alakult ki arról, hogy a munkásságát miért nem ismerték el Nobel-díjjal. Egyesek szerint „a neme miatt”. Egyes fizikusok, mint Lisa Randall és Emily Levesque úgy gondolták, hogy figyelmetlenségről volt szó. Mások „kirívó mulasztásként” írtak róla. A népszerű cikkek, mint például a Forbes „Ki fedezte fel valójában a sötét anyagot: Fritz Zwicky vagy Vera Rubin?” egyaránt arcátlan mellőzésként jellemzik Rubin Nobel-díjának elmaradását.
A vita folytatódik, mivel egyre gyakoribbak a posztumusz kitüntetések és elismerések (lásd alább), és Rubin neve rendszeresen szerepel a tudományos Nobel-díjakról lemaradt 20. századi nőket felsoroló cikkekben.

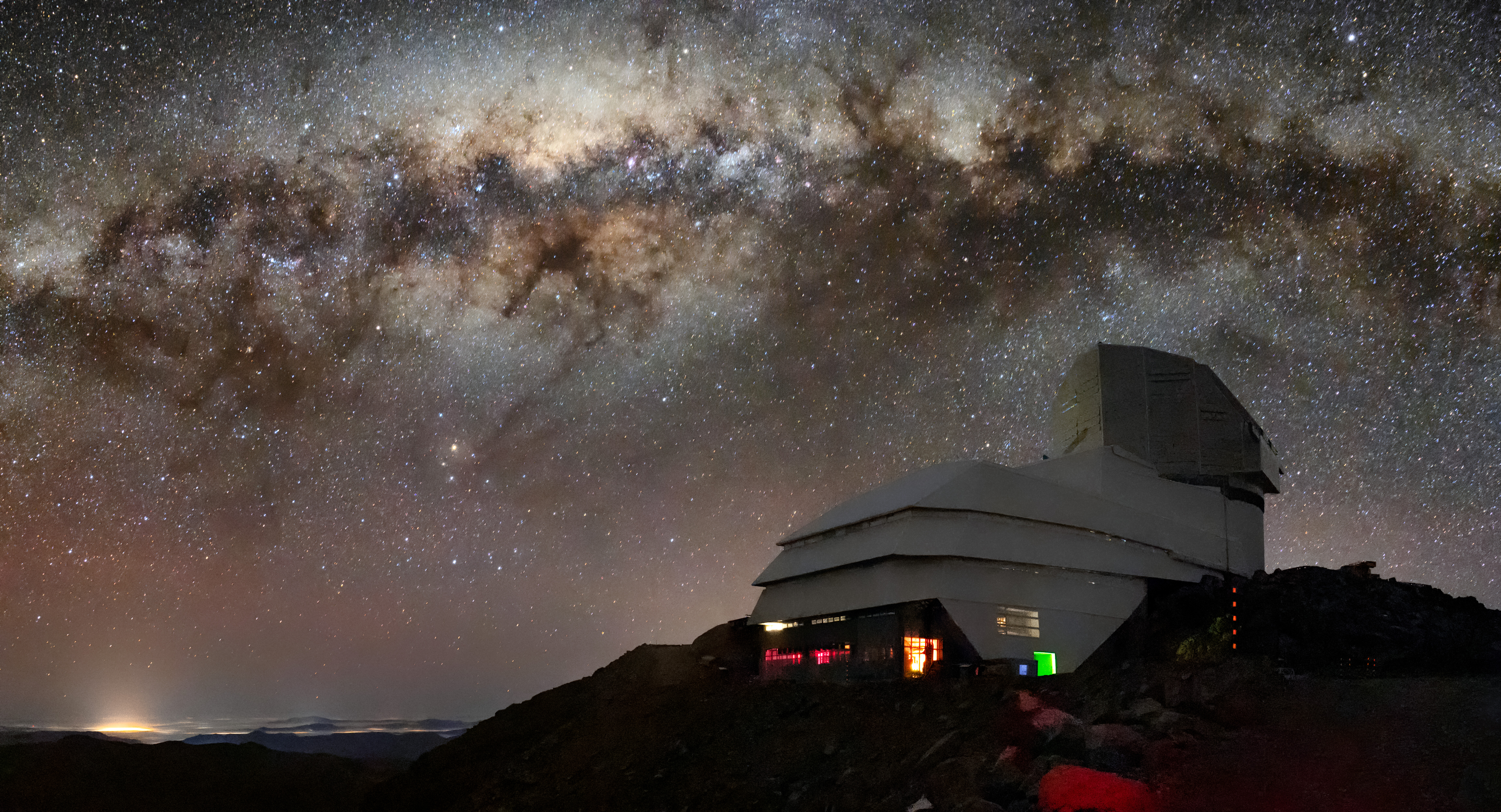
A Vera C. Rubin Obszervatórium és a Tejútrendszer

### A Vera C. Rubin Obszervatórium

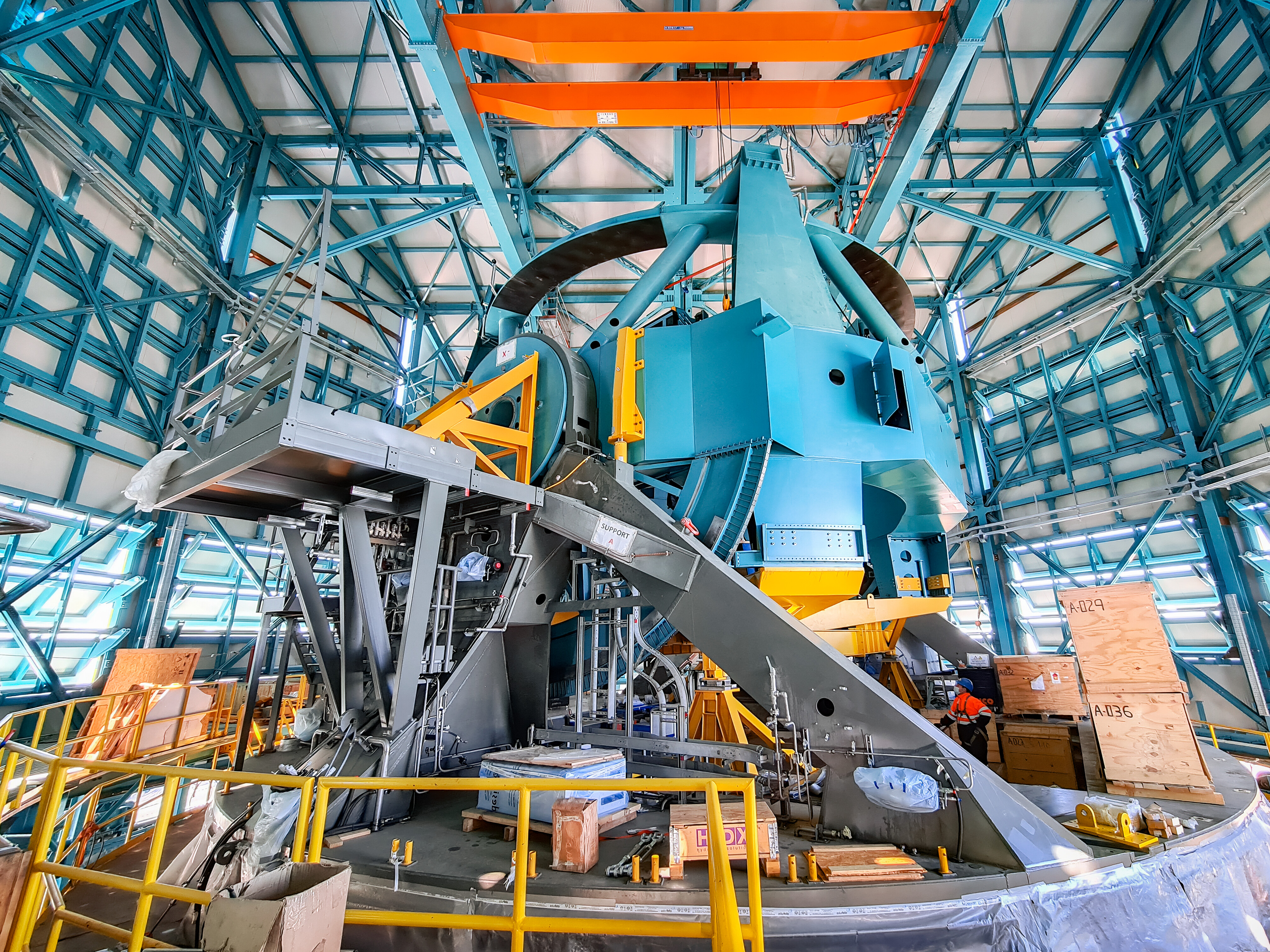
A 8,4 méteres Simonyi Égboltfelmérő Távcső teleszkóptartójának összeszerelése a Vera C. Rubin Obszervatóriumban, a chilei Cerro Pachón tetején

2019. december 20-án a Nagy Szinoptikus Felmérő Teleszkópot (Large Synoptic Survey Telescope) Vera C. Rubin Obszervatóriumra nevezték át, elismerve Rubin hozzájárulását a sötét anyag tanulmányozásához, valamint szókimondó kiállását a tudományban a nőket érő egyenlő bánásmódért. Az obszervatórium a chilei Cerro Pachón hegyen található. A tervek szerint a megfigyelések a sötét anyag és a sötét energia tanulmányozására fognak összpontosítani. 2025 áprilisában a teleszkóp megkezdte működését.

### További elismerések
- 2002-ben a Discover magazin Rubint a tudomány 50 legfontosabb nője közé sorolta.[90]
- 2020. november 6-án bocsátották fel a róla elnevezett műholdat (ÑuSat 18 vagy "Vera", COSPAR 2020-079K).
- Róla nevezték el a Marson a Vera Rubin-gerincet, akárcsak egy kisbolygót, az 5726 Rubin jelű aszteroidát.[91]
- Rubin tiszteletére adták ki az egyik 2025-ös amerikai negyeddollárost.[92]
- 2024-ben az Nvidia bejelentette, hogy a következő generációs adatközpont gyorsítóikat róla fogják elnevezni: a CPU-t Verának, a GPU-t pedig Rubinnak nevezik el.[93]
- A Carnegie Intézet posztdoktori kutatási alapot hozott létre Rubin tiszteletére.[57][94]
- Az Amerikai Csillagászati Társaság Dinamikus Csillagászati Osztálya a tiszteletére hozta létre a Vera Rubin Early Career díjat. Az elismerés célja, hogy elismerje a dinamikus csillagászatban elért kiválóságot.[95][96]

### Vera Rubin a médiában
- A Star Trek: Discovery harmadik évadában megjelenő Verubin-köd Rubinról kapta a nevét.[97]
- Sandra Nickel és Aimee Sicuro gyerekkönyve: The Stuff Between the Stars: How Vera Rubin Discovered Most of the Universe.[98]
- Rubin szerepelt a Kozmosz: Történetek a világegyetemről 13. és egyben utolsó epizódjának egy animációs szegmensében.[99]

## Díjak és kitüntetések
1981-ben megválasztották a National Academy of Sciences történetének második női tagjává.
2000-ben a Publications of the Astronomical Society of the Pacific közölte Forgó galaxisok száz éve című tanulmányát, ebben ismertette a galaxismozgásokkal kapcsolatos munkáját. Ezt az előadást tartotta meg az 1996-os, a Királyi Csillagászati Társaság aranyérmének átvételekor. A kitüntetést 168 évvel Caroline Herschel (1828) után kapta meg.
- Nemzeti Űrkutatási Ösztöndíj Kiváló Szolgálatért Díj (2010)[102]
- Adler Planetárium Életműdíj (2009)[103]
- Richtmyer Emlékdíj (2008)[104]
- A Nemzeti Tudományos Akadémia James Craig Watson-érme (2004)[105][54]
- a Csendes-óceáni Csillagászati Társaság Catherine Wolfe Bruce-aranyérme (2003)[106]
- Gruber Nemzetközi Kozmológiai Díj (2002)[107][108]
- A Királyi Csillagászati Társaság Aranyérme (1996)[53][109][45] (ők az első nők, akik ezt a kitüntetést megkapták Caroline Herschel óta, aki 1828-ban kapta meg a díjat[110])
- Weizmann Nők és Tudomány Díj (1996)[111]
- A Pápai Tudományos Akadémia tagja (1996)[112][62]
- Az Amerikai Filozófiai Társaság tagja (1995)[113]
- Henry Norris Russell előadói ösztöndíj, Amerikai Csillagászati Társaság (1994)[114]
- Dickson Tudományos Díj (1994)[115]
- Jansky előadói állás a Nemzeti Rádiócsillagászati Obszervatóriumban (1994)[116]
- Nemzeti Tudományos Érem (1993)[62][117]
- A National Academy of Sciences tagja (megválasztva 1981-ben)[49][62][118]

Rubint emellett díszdoktori címmel tüntette ki a Harvard Egyetem, a Yale Egyetem, a Smith College, a Grinnell College és a Princetoni Egyetem (2005) is.

## Publikációk

### Könyvek
- Rubin, Vera. Bright Galaxies, Dark Matters, Masters of Modern Physics. Woodbury, New York City: Springer Verlag/AIP Press (1997. július 30.). ISBN 978-1563962318[45]

### Cikkek
Több mint 150 szakcikket publikált. Az alábbiakban a „Contributions of 20th Century Women to Physics” (CWP) projekt tudósai és történészei által Rubin legfontosabb írásai közé sorolt cikkek válogatása következik.
- Rubin (1970). „Rotation of the Andromeda Nebula from a Spectroscopic Survey of Emission Regions”. The Astrophysical Journal 159, 379ff. o. DOI:10.1086/150317.
- Rubin (1976). „Motion of the Galaxy and the Local Group Determined from the Velocity Anisotropy of Distant Sc I Galaxies. I. The Data”. The Astronomical Journal 81, 687. o. DOI:10.1086/111942. (Hozzáférés: 2025. július 29.)
- Rubin (1976). „Motion of the Galaxy and the Local Group Determined from the Velocity Anisotropy of Distant Sc I Galaxies. II. The Analysis for the Motion”. The Astronomical Journal 81, 719ff. o. DOI:10.1086/111943.
- Rubin (1980). „Rotational Properties of 21 SC Galaxies With a Large Range of Luminosities and Radii, From NGC 4605 (R=4kpc) to UGC 2885 (R=122kpc)”. The Astrophysical Journal 238, 471ff. o. DOI:10.1086/158003.
- Rubin (1985). „Rotation Velocities of 16 SA Galaxies and a Comparison of Sa, Sb, and SC Rotation Properties”. The Astrophysical Journal 289, 81ff. o. DOI:10.1086/162866.
- Rubin (1992). „Cospatial Counterrotating Stellar Disks in the Virgo E7/S0 Galaxy NGC 4550”. The Astrophysical Journal 394, L9–L12. o. DOI:10.1086/186460. (Hozzáférés: 2025. július 29.)
- Rubin (1995). „A Century of Galaxy Spectroscopy”. The Astrophysical Journal 451, 419ff. o. DOI:10.1086/176230. Tartalmi kivonat is elérhető angol nyelven.[119]

## Idézetek
„Ne hagyd, hogy bárki is visszatartson olyan ostoba okok miatt, mint például az, hogy ki vagy. És ne aggódj a díjak és a hírnév miatt. Az igazi díj az, ha valami újat találsz odakint.”

## Fordítás
Ez a szócikk részben vagy egészben  a   Vera Rubin című angol Wikipédia-szócikk ezen változatának fordításán alapul.  Az eredeti cikk szerkesztőit annak laptörténete sorolja fel. Ez a jelzés csupán a megfogalmazás eredetét és a szerzői jogokat jelzi, nem szolgál a cikkben szereplő információk forrásmegjelöléseként.